# Arivara no Narihira
Arivara no Narihira a korai Heian-korszak udvaronca és vaka költője volt.  A Hat Költőgéniusz (rokkaszen) és a Harminchat Költőgéniusz egyikének is tekintik, az egyik verse megtalálható az Ogura Hjakunin Issu gyűjteményben is. Úgy is ismerjük, mint Zai Gó Csújó, Zai Gó, Zai Csújó vagy Mukasi-Otokó. 87 verset tulajdonítanak Narihirának az udvari gyűjteményben, bár néhány ezek közül kétséges, hogy tényleg az övé-e. Narihira versei rendkívül félreérthetőek, ezért egy 10. századi szerkesztő hosszú lábjegyzetekkel látta el őket. Narihira számos híres szerelmi afférja később nagy hatást gyakorolt a japán kultúrára. Legendák maradtak fenn arról, hogy kapcsolata volt az iszei nagyszentély  papnőjével, a költőnő Ono no Komacsival is és hogy ő az apja Jozei császárnak. A szerelmi ügyei inspirálták az Iszei történeteket és  Narihira azóta is a megnyerő, szerelmes nemesember képének megtestesítője.

## Biográfia

### Születés és származás
Arivara no Narihira 825-ben két császár unokájaként született: apja, Abo herceg ágán Heizei, anyja, Ito hercegnő ágán pedig Kanmu császáré. Abo herceg ötödik, míg anyjának az egyetlen gyermeke volt, aki az akkori fővárosban, Nagaokában élt. Narihira néhány költeménye az anyjáról szól. Abót 824-ben a Kuszuko incidensben  való részvétele miatt száműzték a régi fővárosból, Heidzsó-kjóból (a modern Nara) a Cukusi provinciába (modern Fukuoka). Narihara az apja száműzetése alatt született. Abo visszatérése után  826-ban Narihira és a bátyjai Jukihira, Nakahira és Morihira felvették az Arivara családnevet. A tudós Óe no Otondo is Narihira testvére volt.

### Politikai karrier

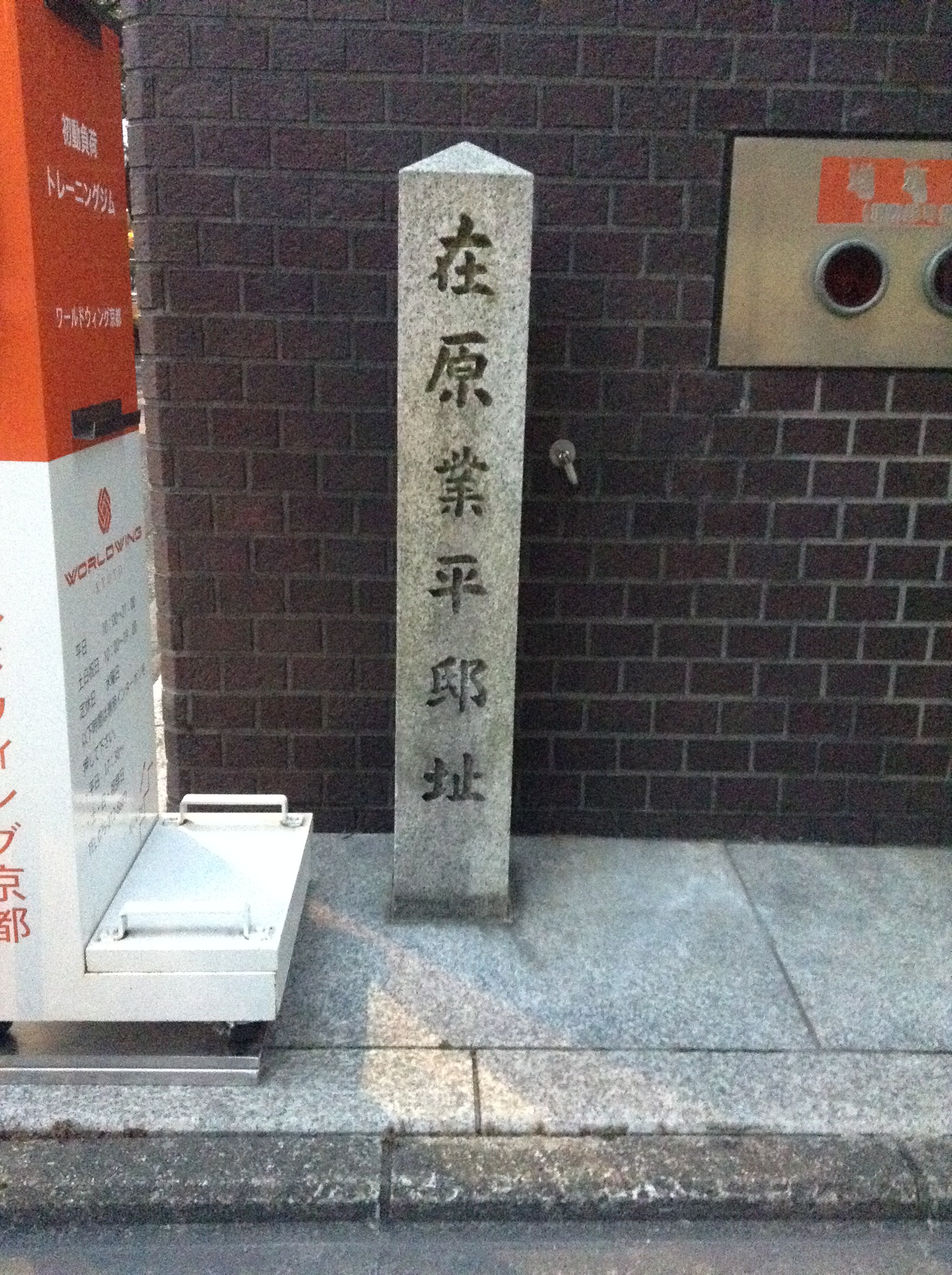
Narihira rezidenciájának feltehető helye közel a Karaszuma Oike Állomáshoz

Bár főként a költészete miatt emlékezünk rá, Narihira nemesi születésű volt, és az udvarnál szolgált. 841-ben kinevezték 右近衛将監 ukon'e no sógenné (belső palota gárda jobb osztályának hadnagyává), mielőtt megkapta volna a 左近衛将監 szakon'e no sógen címet, majd a 蔵人 kuródo (kincstárnok) címet is megkapta.849-ben a 従五位下dzsu go-i no ge (Junior ötödik rang, alsó fokozat) címet tudhatta magáénak. Rangjai: 左兵衛権佐 szahjó'e gon no szuke (a baloldali katonai őrség ideiglenes asszisztensének vezetője), 次侍従 dzsi-dzsidzsu (kincstárnok asszisztens), 左近衛将監 szakon'e no sógen (a belső palota gárda baloldali osztályának ideiglenes kis kapitánya), 右馬頭 migi no uma no kami (lovak elnökségének jobbosztályú kapitánya), 右近衛権中将 ukon e no gon no csujó (a belső palota őrök jobb osztályának ideiglenes középső kapitánya), 権守 gon no kami (Szagami  ideiglenes kormányzója) volt, és elérte a 従四位上, dzsu si-i no dzsó (Junior negyedik rang,felső fokozat) rangot is. Élete végén kincstárnoki és Mino ideiglenes kormányzói rangjára emelkedett. Irodalomtörténész és kritikus Donald Keene ezt írja Narihiráról, az Iszei történetek főszereplőjéről való leírásában:
"Narihira rendelkezett minden képességgel, amit a legjobban becsültek a Heian udvarban: nemesi születésű (Heizei császár unokája), hihetetlenül jóképű, tehetséges költő és odaadó szerető volt. Mindezen felül valószínű, hogy képzett lovas, kardforgatásban jártas és hozzáértő hivatalnok is volt. Életének ezen részeit nem hangsúlyozzák az Iszei történetekben, de kiemelik Narihirát más Heian-korszaki irodalmi hősök közül, beleértve Gendzsit is."

### Romantikus viszonyok

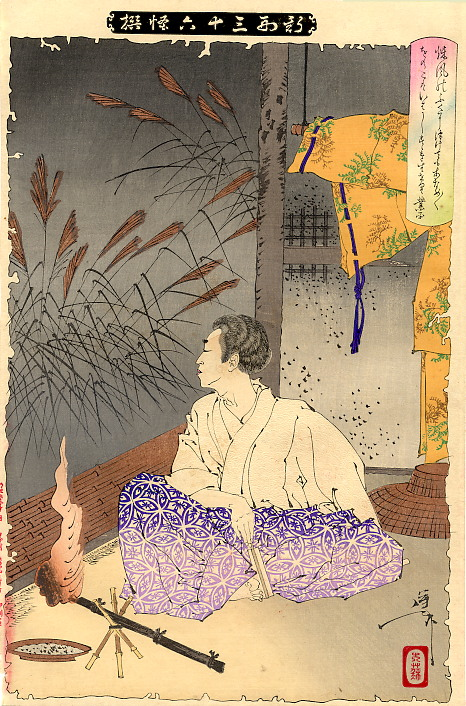
Arivara no Narihira Ono no Komacsi szellemét keresve Jositosi1891-es képén

Narihira nagyszerű szeretőként volt ismert, verseinek egyharmada megtalálható a Kokin Vakasuben, ami leírja a különböző romantikus kapcsolatait. Halála után a nemzeti történelem, a Nihon Szandai Dzsicuroku ezt írta róla: Narihira elegáns volt és jó megjelenésű, de féktelenül önelégült.
Az Iszei történetek úgy írják le Narihirát, mint aki szerelmes volt Fudzsivara no Takaikóba, Szeiva uralkodó házastársába. Talán ez volt az egyik oka annak, hogy elhagyta a fővárost és keletre utazott. Vannak olyan feltételezések, miszerint a romantikus kapcsolata az uralkodó hitvesével volt az oka annak, hogy lefokozták mielőtt a következő évben újra magasabb rangot kapott volna. Azonban, szintén feltételezések szerint, ez egy hiba a Szandai Dzsicurokuban, amelynek az összekötésével megváltozott az események sorrendje. Továbbá Fudzsivara no Takaikónak állítólag volt egy afférja a szerzetes Zenjuval, ami talán megalapozta az egyébként kitalált legendát, miszerint viszonya volt Narihirával is. Ha igaz volt az affér, ha nem, a Reizei család kommentárja az Iszei történetekhez feltételezi, hogy Jozei császár a kettejük kapcsolatának szülöttje és nem az előző uralkodóé.
Narihira egyik legismertebb afférja – az, ami az Iszei történeteknek a nevét adta – Jaszukóval volt, az Iszei nagyszentély magas rangú papnőjével, és egyben Montoku császár lányával.  Az Iszei történetek  úgy írják le a főszereplőt, feltételezhetően Narihirát, mint aki egy vadászat alkalmával látogatta meg a szentélyt, és a papnővel hált. Azonban egy részlet a Kokinsuból kétértelműen írja le a találkozást, arra utalva, hogy Narihira nem a papnővel, hanem egy, a papnőt szolgáló másik nővel került kapcsolatba. A 12. századi  Gósidai és a 13. századi Kodzsidan azt állítja, hogy a kapcsolatukból született Takasina no Moronao, akit később Takasina no Sigenori adoptált. Helen Craig McCullough japanológus azt állítja, hogy nincs bizonyíték arra, hogy a Narihira és Jaszuko közötti kapcsolat több lenne egy romantikus mítosznál.
A 784 és 785-ös vershez tartozó jegyzék a Kokinsuban kapcsolatba hozza Narihirát Ki no Aricune lányával. Középkori kommentárok Narihira feleségének nevezik, és néhány modern tudós is, mint például Katagiri, habár az egyetlen korai forrás, ami világosan megnevezi őt, az a kokinsui jegyzet. A Zeami Motokidzso által adaptált Izucu klasszikus nó játék úgy írja le Narihirát és Aricune lányát, mint gyerekkori játszótársakat, akik végül majd összeházasodnak; Narihira hűtlen a feleségéhez, akinek neheztelő szelleme megjelenik egy szerzetesnek a haláluk után.
Vannak olyan feltételezések, miszerint Narihira és Ono no Komacsi szeretők voltak, amelyek azon alapulnak, hogy koruk legszebb férfijának és nőjének tartották őket, de a köztük lévő kapcsolatra csak kevés bizonyíték van. A 20. századi tudósok, mint Makane Szekitani (関谷真可禰)  is fenntartották ezen spekulációkat, amit vissza lehet követni a 14. századi történész Kitabatake Csikafuszáig.
Csikafusza valószínűleg a Kamakura-kori Kokinsu kommentárokat használta, mint a Bisamondó-bon Kokinsu-csu, ami azt feltételezi, hogy Komacsi egyik versét Narihirának írta egy találka után.
Bisamondó-bon Kokinsu-csu valószínűleg azon az elterjedt nézet alapján dolgozott, miszerint a kitalált Iszei történetek egy valós történelmi mű, ami részletezi Narihira életének létező eseményeit. Az Iszei történetekben lévő Kamakura-kori kommentárok megpróbálták igazi nők neveit behelyettesíteni a szövegbe, ahova csak egyszerűen nő volt írva, és így került Ono no Komacsi a szöveg számos részletébe.

### Utazás keletre
A Kokinsu, az Iszei történetek és Jamato történetei mind leírják, hogy Narihira elhagyja Kiotót, hogy keletre utazzon, keresztül a Tokaidó régión, átvágva a Szumida folyón, míg útja során verseket ír híres helyeken (lásd: utamakura). Az Iszei történetek arra céloznak, hogy Narihira utazása Fudzsivara no Takaikóval való botrányos afférjának eredménye volt. Kétségek vannak azt illetően, hogy ez az utazás valójában megtörtént-e, mivel a megmaradt versek száma nagyon kevés ahhoz, hogy egy ekkora utazás során írja őket. Történelmileg is kicsi a valószínűsége, hogy egy udvaronc csupán egy-két barát társaságában „elkószálhatott” az ország másik végébe.

### Halála
A Szandai Dzsicuroku alapján Narihira 880.július 9-én halt meg (a Japán naptár szerint Tencsó 6. évében az 5. hónap 28. napján). A 861-es vers a Kokinsuban,    Narihira utolsó verse, ami kifejezi a megdöbbenését és megbánását afelől, hogy a halála ilyen hamar jön el.
(A versnek nem található hivatalos magyar fordítása,ezért angolul olvasható).
| Japán szöveg                                                 | Hepburn-átírás                                                              | Angol fordítás |
| ------------------------------------------------------------ | --------------------------------------------------------------------------- | --- |
| つひにゆく 道とはかねて 聞きしかど 昨日今日とは 思はざりしを | tsui ni yuku michi to wa kanete kikishikado kinō kyō to wa omouwazarishi wo | Long ago I heard That this is the road we must all Travel in the end, But I never thought it might Be yesterday or today. |

### Temetkezési helye

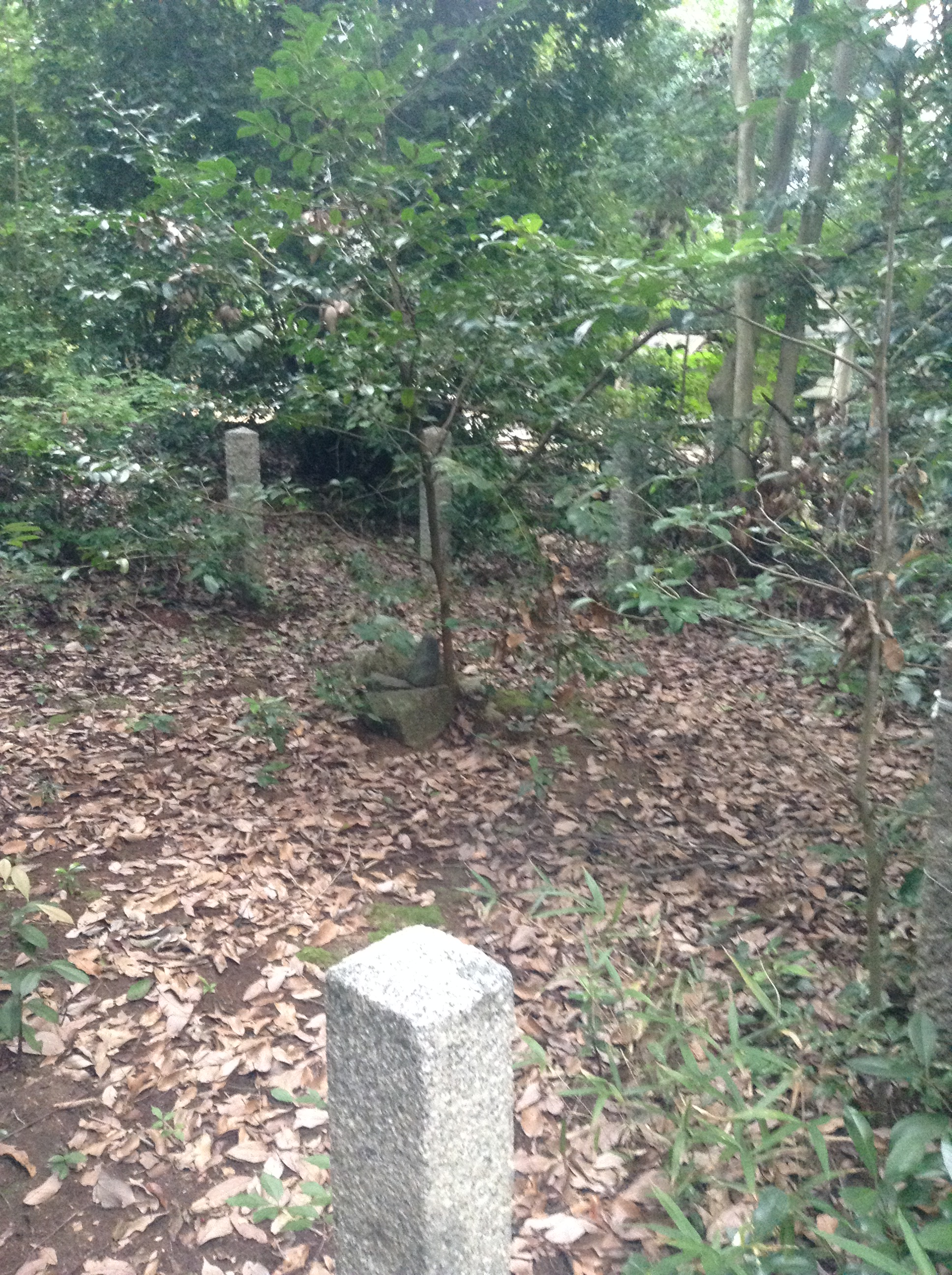
A Joshida-hegy temetkezési hely

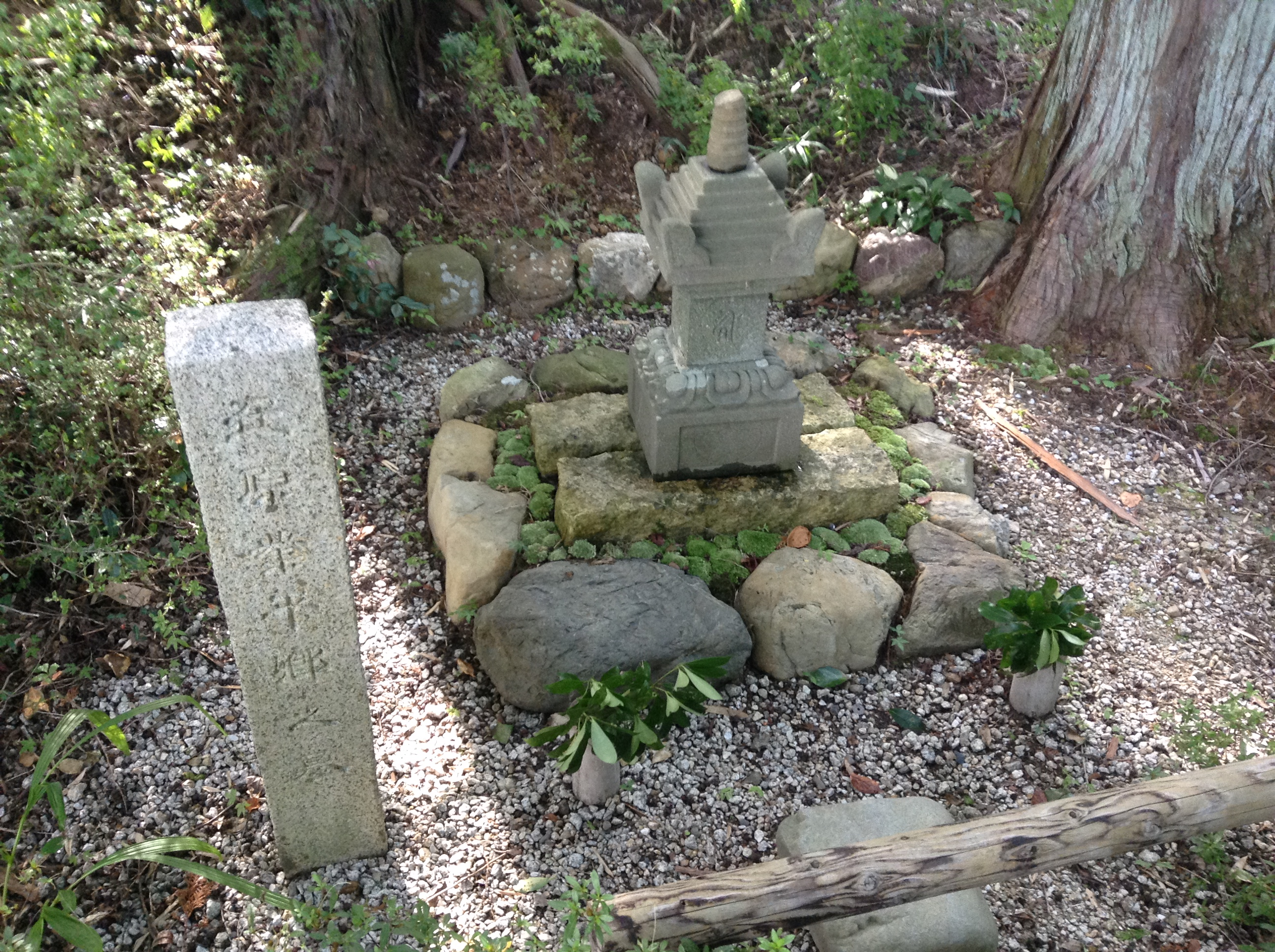
A Dzurin-dzsi sírhely

Narihira sírjának helye ismeretlen. A középkorban istennek hitték vagy Dainicsi Buddha egyik avatárjának, így valószínű, hogy néhány Narihira sírjaként megnevezett hely inkább olyan szent hely, amit neki tulajdonítottak, mintsem olyan, ahol valóban eltemették volna. A Kanszai Egyetem professzora és az Iszei történetek tudósa, Tokuro Jamamoto azt feltételezi, hogy a kis kősír a Joshida-hegyen Kelet-Kiotóban, amely mint Narihira temetési halma ismert, talán az igazi. Továbbá azt is feltételezte, hogy ez a vidék azért került összefüggésbe Narihirával, mert közel van Jozei császár temetkezési helyéhez, akiről a középkorban azt hitték, hogy az igazi apja Narihira volt. Egy másik hely, amelyről úgy tartják, hogy ott található Narihira sírja, az a  nyugat-kiotói Dzsurin-dzsi, ami úgy is ismert  mint Narihira szentély.

### Utódai
Narihara gyerekei között említhetjük a vaka költő Munejanát, Sigeharut és legalább egy lányt. Munejanán keresztül ő volt a nagyapja a költő Arivara no Motokatának. Egyik unokája, aki név szerint nem ismert, hozzáment Fudzsivara no Kunicunéhoz, és titkos viszonyt folytatott Taira no Szadafunnal.

### Nevei
Narihira a következő becenevekről is ismert, mint Go-Csújó (在五中将?), Zai Go (在五?) és Zai Csújó (在中将?). Zai az első karaktere a családnevének japán olvasatban, és a Go pedig ötöt jelent, utalva Nariharára és a négy testvérére Jukihirára, Nakahirára, Morihirára, és Óe no Otondora. Csújó ( közép-kapitány) egy hivatkozás a címére, amit élete végén birtokolt. Az Iszei történetekben megjelenő ismételt használat után Mukasi-Otokoként is ismert.

## Költészete

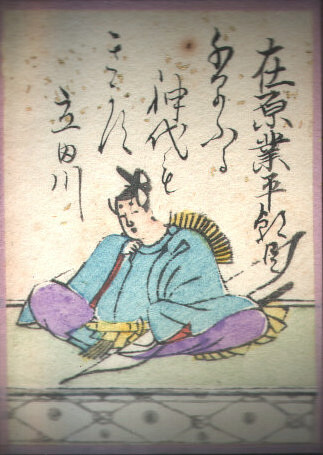
Arivara no Narihira, az Ogura Hjakunin Issuban

Narihara egy személyes gyűjteményt hagyott maga után, a Narihara-sút, ami megtalálható volt a Szandzsórokunin-suban. Ezt valószínűleg a 10. század közepén, a Gószen Vakasu szerkesztése után egy későbbi szerkesztő állította össze.
A kora 10. századi Kokinsuban harminc költemény tulajdonítható Narihirának, és még sokkal több a későbbi antológiákban, de a valódi eredetük kétséges. Ki No Curajuki megemlíti Narihirát a Kokinsu kana előszavában, mint a Hat Költőgéniusz egyikét, akik korábbi korok fontos költői. Fudzsivara no Kinto későbbi Harminchat Költőgéniusz című művében is szerepel a neve.
Abból a tizenegy költeményből, amit a Gosen Vakasu Narihirának tulajdonít valójában több nem az övé, kettő például Fudzsivara no Nakahira, egy pedig Ósiócsi no Micune verse. A Sin Kokinsu és későbbi udvari antológiák is több verset tulajdonítanak neki, de ezek többnyire félreértések az Iszei történetekben való megjelenésük miatt. Néhány közülük valószínűleg Narihira halála után született. Az udvari antológiákban összesen 87 vers tulajdonítható Narihirának.
A következő Narihira vers Fudzsivara no Kinto Ogura Hjakunin Issujában tizenhetes számúként jelent meg (ennek a versenek nem található hivatalos magyar fordítása, ezért angolul olvasható):
| Japán szöveg                                               | Hepburn átírás                                                               | Angol fordítás |
| ---------------------------------------------------------- | ---------------------------------------------------------------------------- | --- |
| ちはやぶる 神代も聞かず 竜田川 からくれなゐに 水くくるとは | Chihayaburu kami-yo mo kikazu tatsuta-gawa kara-kurenai ni mizu kuguru to wa | Even the almighty gods of old never knew such beauty: on the river Tatsuta in autumn sunlight a brocade— reds flowing above blue water below. |
|                                                            |                                                                              | |

### Jellemző stílus
Bár néhány Narihirának tulajdonított vers származása kétséges, elég sok költeménye megtalálható a viszonylag megbízható Kokinsuban, így a tudósok megfigyelhetik Narihara költői stílusát. Narihara az engót (kapcsolódó szavak) és a kakekotobát használta.
Narihira vízzel kapcsolatos engo használatára Keene a Kokinsuban a 618-as számú verset hozza fel példának (a versnek nem található hivatalos magyar fordítása, ezért angolul olvasható):
| Japán szöveg                                                 | Hepburn-átírás                                                              | Angol fordítás |
| ------------------------------------------------------------ | --------------------------------------------------------------------------- | --- |
| つれづれの ながめにまさる 涙河 そでのみぬれて 逢ふよしもなし | tsurezure no nagame ni masaru namidagawa sode nomi nurete au yoshi mo nashi | Lost in idle brooding. That swells with the long rains A river of tears That soaks only my sleeves: There is no way to meet you. |

A „víz” engo, a nagame („költ”, de szójátékkal naga-ame „hosszú eső”), a namidagawa („könnyek folyója”), és a nurete („átázott”) szavakban jelenik meg.
Narihira versei kivételesen félreérthetőek a Kokinsu standardjához képest, így az antológia szerkesztői hosszú jegyzeteket írtak hozzá. Ő volt az egyetlen költő a gyűjteményben, aki ilyen jegyzeteket kapott. Keene a Kokinsu 747-es versét hozza példaként Narihira költeményeinek félreérthetőségére (a versnek nem található hivatalos magyar fordítása, ezért angolul olvasható):
| Japán szöveg                                               | Hepburn-átírás                                                                        | Angol fordítás |
| ---------------------------------------------------------- | ------------------------------------------------------------------------------------- | --- |
| 月やあらぬ 春や昔の 春ならぬ わが身ひとつは もとの身にして | tsuki ya aranu haru ya mukashi no haru naranu wa ga mi hitotsu wa moto no mi ni shite | Is that not the moon? And is the spring not the spring Of a year ago? This body of mine alone Remains as it was before. |
|                                                            |                                                                                       | |

Az elmúlt évszázadokban a tudósok ezt a művet, amely Narihira leghíresebb verse, számos ellentétes módon èrtelmeztèk. Az Edo-kori kokugaku tudós, Motoori Norinaga úgy fordította az első részét, mint a „ja” partikula által megjelölt retorikai kérdéseket. Ő úgy magyarázta a vers végső részével való logikai ellentmondást, hogy bevezetett egy „sejtetett” lezárást, amelyben ugyan a költő nem változik, valahogy mégis minden más érzetet kelt. A késő Edo-kori vaka költő, Kagava Kageki egy másik nézőpontot képvisel, a „jat” felkiáltásként fordítja: a hold és a tavasz már nem olyanok, mint azelőtt, és csak a költő maradt változatlan. Egy hasonló értelmezési probléma merül fel még Narihira utolsó versében is. A negyedik sorban lévő „kino kjó to va” részt leggyakrabban úgy értelmezik, mint „(soha nem gondoltam volna,) hogy tegnap vagy holnap”, de néhány alkalommal a tudósok így értelmezik: „tegnapig nem gondoltam, hogy ma lehet”, míg mások úgy gondolják azt jelenti „most azonnal”. De az érzelem a vers mögött mégis tiszta: Narihira, aki az 50-es éveiben halt meg, mindig tudta, hogy egy nap meg kell halnia, de mégis meglepte, hogy ilyen hamar eljött az ideje.

### Fogadtatása
Curajuki a Kokinsuba írt előszavában úgy írja le Narihira verseit, mint amik „túl sok érzést és nem megfelelő szavakat” használnak. Olyanok, mint az elhervadt virágok, amelyeknek már elveszett a színük, de még maradt egy kis illatuk. Ki no Josimocsi megismétli ezt a Kokinsuhoz intézett kínai előszavában, bár Rodd és Henkenius irodalomtudósok szerint ez nem feltétlenül negatív kritika, sőt „talán még bók is lehet”. Ez valószínűleg a költészetének szubjektív, érzelmi természetére vonatkozik, szerintük ugyanis a „nem odaillő” a versei félrevezető vagy magyarázatok nélkül érthetetlen voltára utalhat, „bár Narihira művészete nem ragaszkodik a konvenciókhoz, a költészete sikeres”.
Keene kiemeli, hogy ez a kritika valószínűleg a Narihira költeményei és Curajuki kritikája között eltelt évtizedek során, az irodalmi ízlésben bekövetkező változást jelzi. Japán irodalmi történelme, a „Seeds in the Heart” a következővel fejezte be a Narihiráról szóló értekezést:
"Narihira nem volt nagy hatású költő. Költeményeinek nagy része alkalmi, és még ha a kifejezései mély érzelmekről is árulkodnak, a versek világi módja távol tarja őt a legjobb Man'jóshú versek nagyságától. Ennek ellenére történelmi jelentőségű, mint aki fenntartotta a vaka hagyományokat a kínai nyelvű költészet uralkodásának hosszú éjszakája során. Költő és fordító Peter McMillan azt mondja, hogy Narihirának számos költeménye, amely a Kokinsuban és későbbi udvari antológiákban megtalálható azt bizonyítja, hogy milyen fontosnak tartották a költészetét."

### Kapcsolat azIszei történetekkel
Az Iszei történetek olyan elbeszélések gyűjteménye, melynek középpontjában Narihira és az általa írt költemények állnak, magyarázattal arról, hogy mi inspirálta a verseit.
Narihira régen a mű írójaként volt elismert, de a tudósok ma már elutasítják ezt a kapcsolatot. Keene szerint valószínű, hogy eredetileg Narihira a saját és mások verseiből egyfajta találékony önéletrajzként alkotta meg a művet, majd pár későbbi szerző Narihira halála után átvette a kéziratot, és kiegészítette azt. A mű főszereplőjét valószínűleg Narihiráról mintázták. A mostanira emlékeztető formájában valószínűleg a 10. század közepén lett összeállítva, és Narihira halálától kezdve néhány évtizedbe tellett az elkészítése.
Három fázis lett megerősítve a mű megalkotásában. Az első ilyen szakasz a ténylegesen Narihara által írt verseken alapul, annak ellenére, hogy a háttér információk nem feltétlen történelmiek. Az első szinthez vették még a második rész verseit is, amik nem biztos, hogy Narihától származnak, és több kitalációt tartalmaznak, mint valóságot. A harmadik, és egyben utolsó szakaszban néhány későbbi szerző írta hozzá Narihira nevét a versekhez, aki számukra már csak a múlt egy legendás alakja volt.
A késő 11. századi Szagamotoi történetek úgy utalnak Iszére, mint Zaigo Csújó no Nikki (Narihira naplója).

### Hatása a késő japán kultúrára
A későbbi évszázadokban Narihirát a szerelmes,szép férfi megtestesítőjének tekintették, a romantikus csínyei számos későbbi legendához adtak alapot. Ő és a kortársa, Ono no Komacsi a Heian-kori udvar gyönyörű férfi és nő archetípusának feleltek meg, így később számos irodalmi munkában megjelentek, különösen a nó színházakban.
Úgy hiszik, Narihira volt az a férfi, aki inspirálta Muraszaki Sikibut, amikor megalkotta Hikaru Gendzsit, a Gendzsi regényének főszereplőjét. Gendzsi utal az Iszei történetekre, és párhuzamot von a két főszereplő között. Bár nincs nyíltan a szövegben, a késői kommentátorok úgy értelmezték az Iszei történeteket, hogy azok azt sejtetik, hogy Narihira tiltott kapcsolata Fudzsivara Takaikó császárnővel Jozei császár igazi apjává teszi őt. Hogy Muraszaki így értelmezte-e a szöveget az bizonytalan, de a Gendzsi regénye leír egy nagyon hasonló részt, amiben egy korábbi császári herceg közembernek öltözik, viszonyt folytat a császárnővel, és a fia később úgy válik császárrá, hogy az igazi apjának kiléte titokban marad. Narihira a késő Heian-időszak Kondzsaku monogatarisú 24. könyvének 35. és 36. történeteiben szerepel.
Kortársa, Ono no Komacsi és a Gendzsi regényének főszereplője mellett Narihirát kiemelkedően sokat jelenítik meg Edo-kori ukijo-e nyomtatványokon és Ihara Szaikaku ukijo-zosijában is hivatkoznak rá.
A 16. századi harcos Otomo Josiaki, Narihirát és az Iszei történetek udvari világát ironikus utalásként használja egy versben, amelyet legyőzött ellenségének, az általa 1550. március 10-én megölt Tacsibana Nagatosinak (Tacsibana Kastély ura Csikuzen provinciában) levágott fejéről írt.
(A versnek nem található hivatalos magyar fordítása, ezért angolul olvasható):
| Japán szöveg                                         | Hepburn-átírás                                                           | Angol fordítás |
| ---------------------------------------------------- | ------------------------------------------------------------------------ | --- |
| 立花は 昔男と なりにけり うひかぶりする 心地こそすれ | Tachibana wa mukashi otoko to narinikeri uikaburi suru kokochi koso sure | Tachibana has Now been transformed into A man of long ago. He must feel as if he had First put on an adult's hat. |

## Galéria

Arivara no Narihira galéria
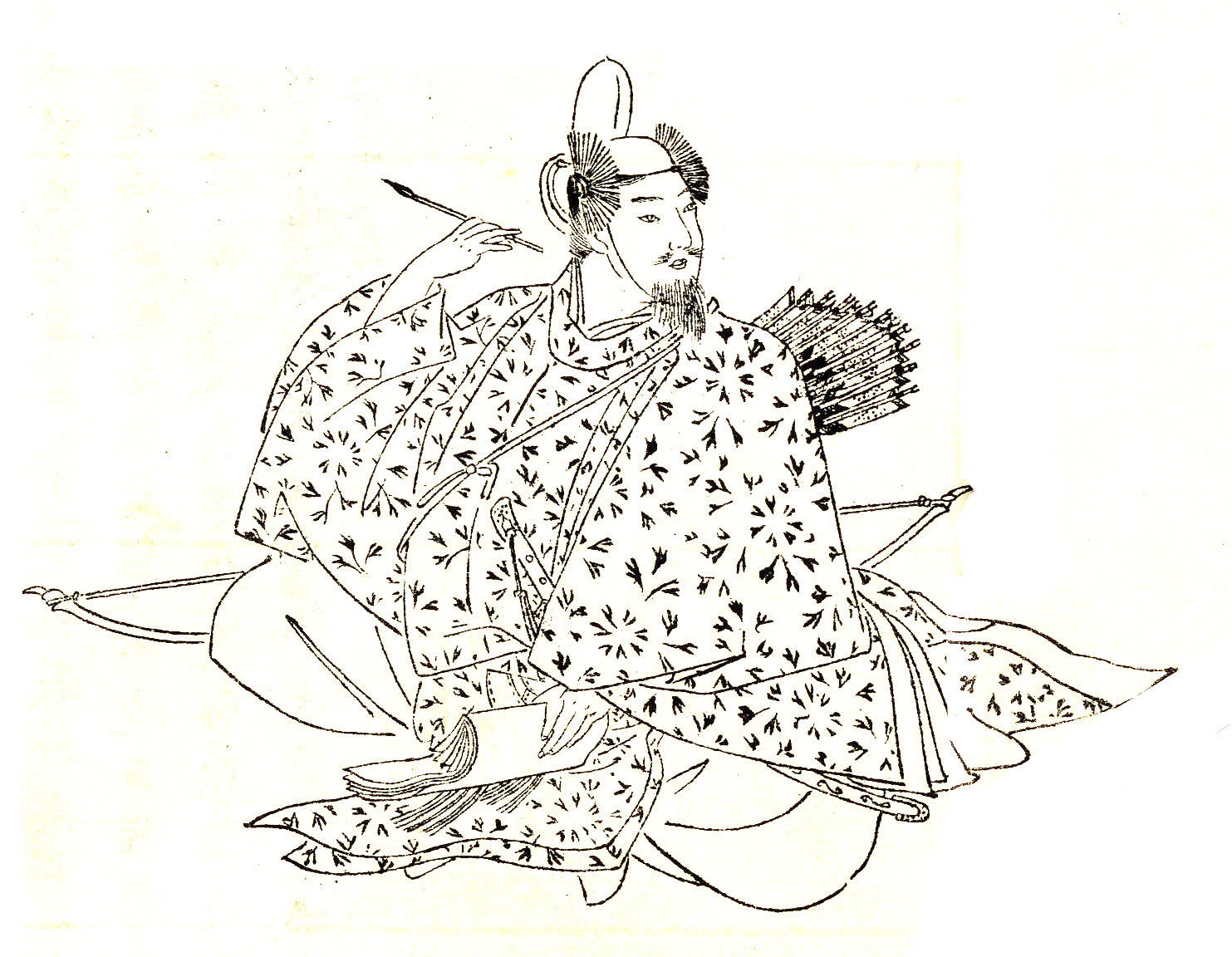
Kikucsi Jósai rajza Narihiráról.
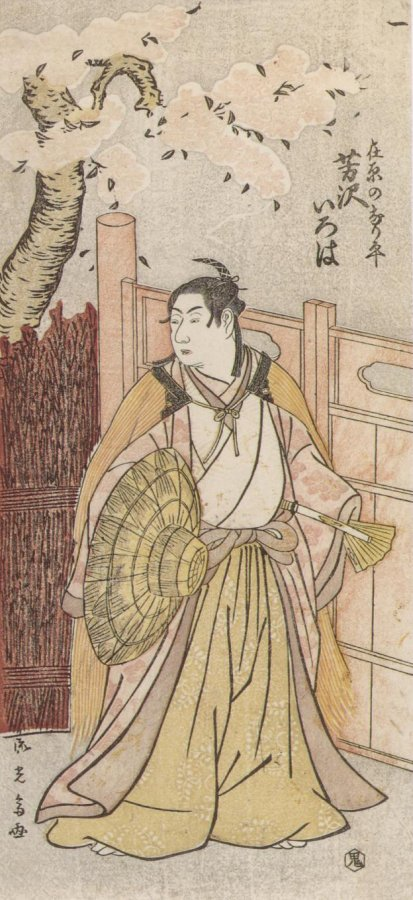
Rjúkószai Jokei fametszete
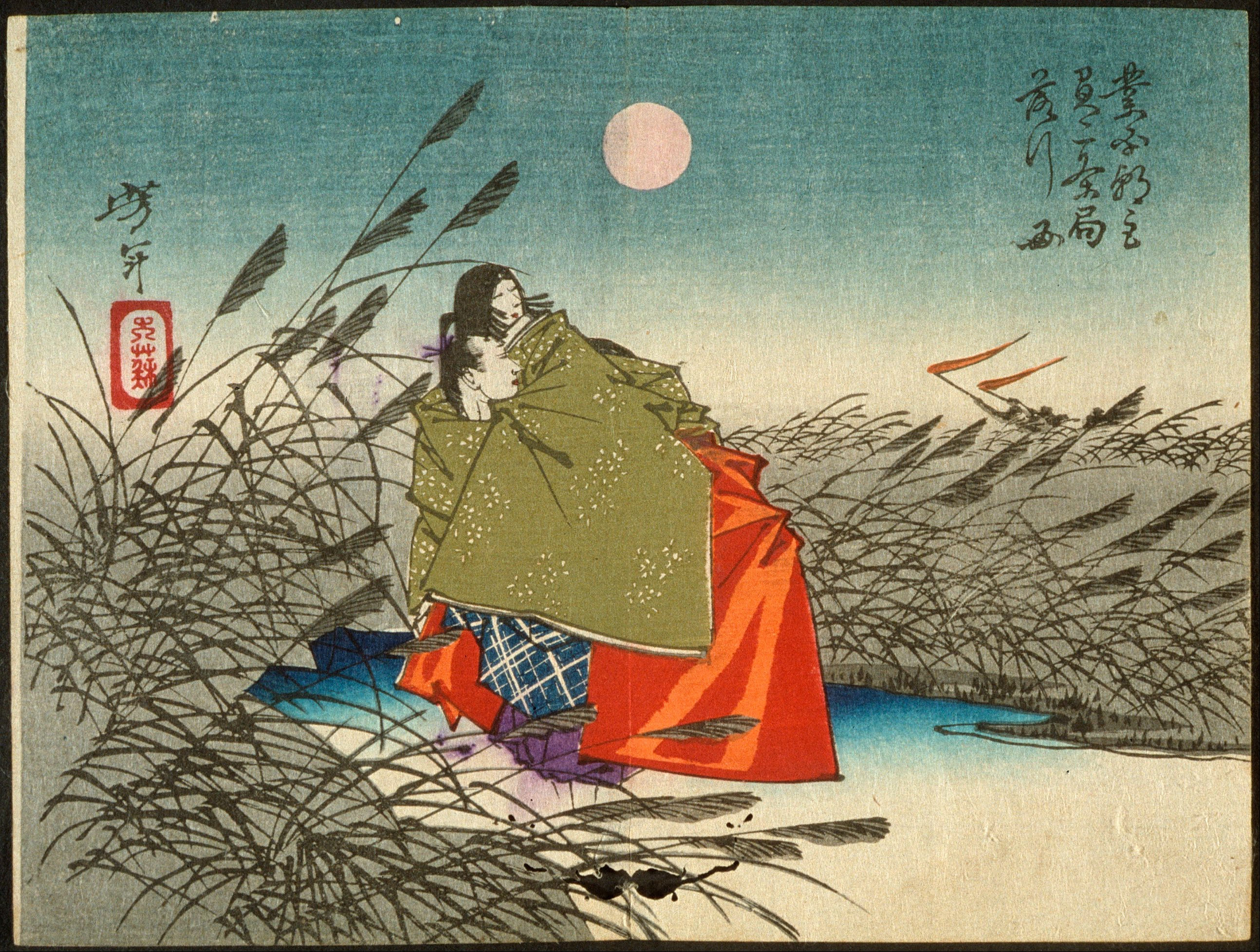
Narihira és Nidzso no Cubone Fudzsi folyónál,  Jositosi fametszete, 1882

## Fordítás
- Ez a szócikk részben vagy egészben  az   Ariwara no Narihira című angol Wikipédia-szócikk ezen változatának fordításán alapul.  Az eredeti cikk szerkesztőit annak laptörténete sorolja fel. Ez a jelzés csupán a megfogalmazás eredetét és a szerzői jogokat jelzi, nem szolgál a cikkben szereplő információk forrásmegjelöléseként.